# Louise Creighton
Louise Hume Creighton (née von Glehn 7 juillet 1850 - 15 avril 1936) est une auteure britannique de livres sur des sujets historiques et sociopolitiques. C'est aussi une militante pour une plus grande place des femmes dans la société, notamment le suffrage des femmes, et dans l'Église d'Angleterre .

## Jeunesse

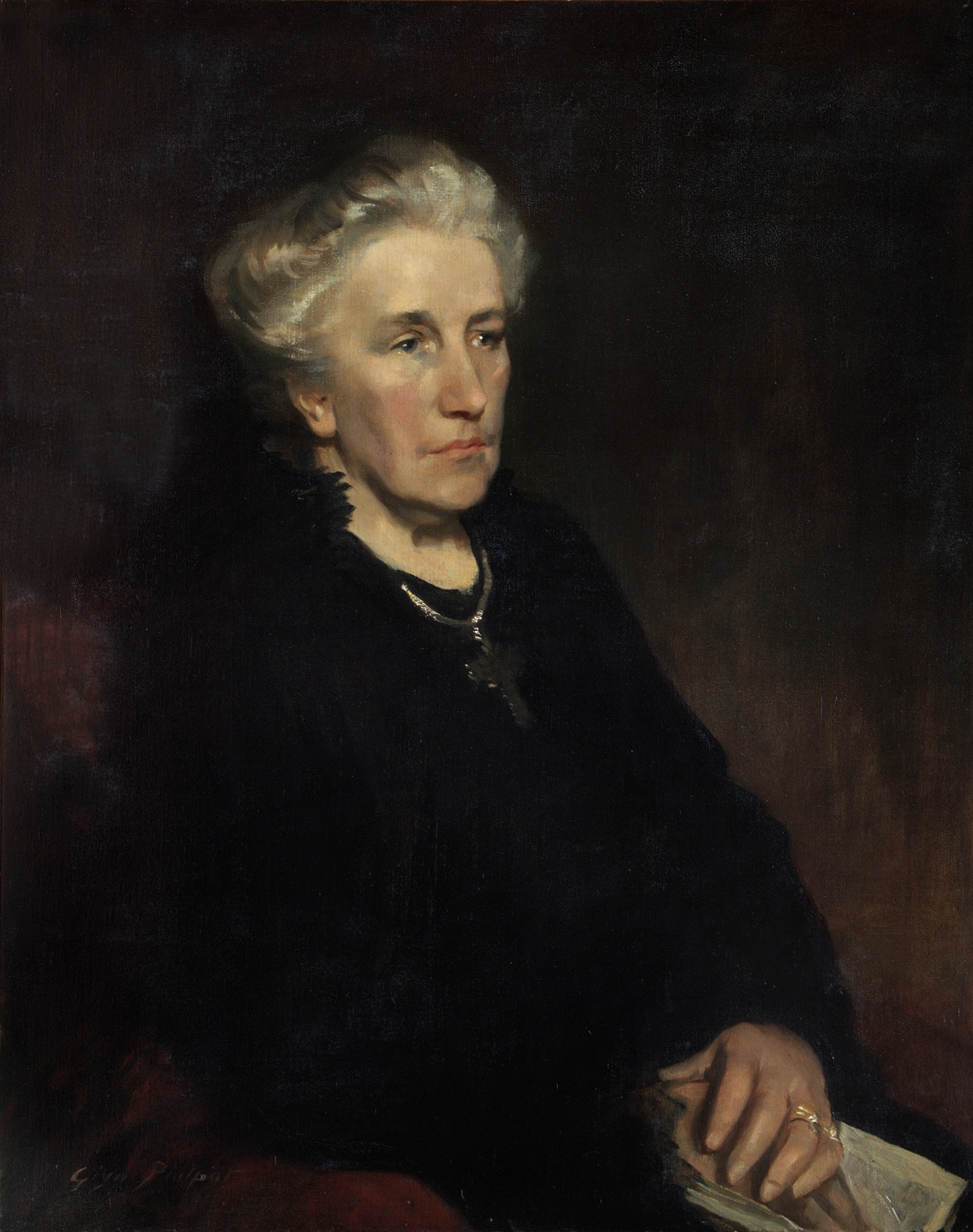
Louise Creighton, épouse de Mandell Creighton, évêque de Londres, par Glyn Philpot

Elle est née sous le nom de Louise Hume von Glehn à Peak Hill Lodge à Sydenham, Kent, le 7 juillet 1850. Elle est l'une des plus jeunes filles de Robert von Glehn, un marchand de la City de Londres, et de sa femme, Agnes Duncan. Son frère aîné est Alfred de Glehn, le concepteur de la locomotive à vapeur française. Elle est scolarisée à la maison avant de réussir, avec mention, l'examen général pour les femmes, le premier examen supérieur de l'Université de Londres pour les femmes. Elle est une lectrice prolifique et une étudiante passionnée à la fois des écrits de John Ruskin et de l'historien Whig John Richard Green.

### Mariage avec Mandell Creighton
En 1872, Louise épouse Mandell Creighton, un historien diplômé de l'Université d'Oxford qui devient plus tard professeur d'histoire ecclésiastique à l'Université de Cambridge et est nommé évêque de l'Église d'Angleterre à Peterborough en 1891 et à Londres en 1897. Le couple a sept enfants : Beatrice en 1872, Lucia en 1874, Cuthbert en 1876, Walter en 1878, Mary en 1880, Oswin en 1883 et Gemma en 1887. Creighton, Mary Augusta Ward et Charlotte Byron Green font partie des « femmes de don » qui organisent des conférences pour les femmes à Oxford à partir de 1873 et rejoignent l'Association pour la promotion de l'éducation des femmes à Oxford cinq ans plus tard .

### Plaidoyer pour les droits des femmes
En 1885, Creighton fonde la National Union of Women Workers avec Lady Laura Ridding et Emily Janes. Même s'il s'appelle un syndicat, son but est de coordonner les efforts bénévoles des femmes à travers la Grande-Bretagne. Son but est de « promouvoir la sympathie de pensée et de but parmi les femmes de Grande-Bretagne et d'Irlande » Creighton est le premier président.
En 1890, Creighton et Kathleen Lyttelton fondent la Ladies Dining Society. Beaucoup de ses membres sont associées au Newnham College, l'un des premiers collèges de Cambridge à offrir un enseignement de niveau universitaire aux femmes. Les membres comprennent la principale du collège Eleanor Mildred Sidgwick, l'économiste Mary Paley Marshall, Margaret Verrall, les conférencières de Newnham Mary Jane Ward et Ellen Wordsworth Darwin, la militante pour la santé mentale Ida Darwin, la baronne Eliza von Hügel et les mondaines américaines Caroline Jebb et Maud Darwin. Après le départ de Creighton, elle invite toujours le groupe à lui rendre visite à Peterborough et Fulham. La société se réunit à Cambridge jusqu'à la Première Guerre mondiale .
Creighton est un auteur populaire, en particulier de biographies historiques et d'histoires pour enfants, dont le succès Child's First History of England.

## Carrière
Après la mort de son mari en 1901, Creighton devient une militante influente pour le suffrage des femmes et la réforme sociale. En plus d'écrire et d'éditer des livres, elle siège à deux commissions royales et au comité mixte des commissaires aux assurances.
En tant que membre du Comité permanent de la Société pour la propagation de l'Évangile, elle aide à promouvoir le travail des femmes missionnaires et joue un rôle de premier plan en présidant les réunions de femmes au Congrès pananglican de 1908.
Après près de vingt ans à vivre dans un appartement au palais de Hampton Court, Creighton retourne à Oxford à la fin des années 1920 et siège ensuite au conseil d'administration de Lady Margaret Hall. Après une période de santé déclinante, elle est morte le 15 avril 1936 et ses restes incinérés sont enterrés dans la Cathédrale Saint-Paul de Londres de Londres dans la tombe de son mari.